# Правое предсердие

Сердце человека

Правое предсердие (лат. atrium dextrum) — одна из камер сердца. Есть у животных с трёх- или четырёхкамерным сердцем — земноводных, рептилий, птиц и млекопитающих, в том числе человека. Принимает венозную кровь из большого круга и направляет её в правый желудочек (при четырёхкамерном сердце) или единый желудочек (при трёхкамерном).
У человека в правое предсердие впадают верхняя и нижняя полые вены, приносящие туда венозную кровь. Сокращаясь, правое предсердие выбрасывает её в правый желудочек. Между ними располагается трёхстворчатый клапан, препятствующий обратному току крови при сокращении правого желудочка.